# Daliborka Vilipić
Daliborka Vilipić (in serbo Дaлиборкa Вилипић?; Banja Luka, 30 marzo 1975) è un'ex cestista serba, professionista nella WNBA.

## Carriera
Con la Jugoslavia ha disputato i Campionati mondiali del 2002 e tre edizioni dei Campionati europei (1995, 1997, 1999).
Con la Serbia e Montenegro ha disputato i Campionati europei del 2003.